# マスターカード
マスターカード（英語: Mastercard Worldwide）は、クレジットカードの国際ブランド、またこれを運営するアメリカ合衆国の企業のことである。Mastercard（MC）のほか、Cirrus, Maestro, Mondex, Masterpassといったブランドを展開している。

## 概要
マスターカードと同様に世界的なクレジットカードの国際ブランドであるVisaに比較して、ヨーロッパで強いと言われる。「Maestro/Maestro PayPass/MaestroContactless」という接触型決済/非接触型決済方式のPOSオンラインデビットカードが、日本以外の210か国地域で拡大している。クレジットカード以外にもデビットカードやプリペイドカードも展開しており、近年ではMastercardコンタクトレスという非接触型決済（タッチ決済）にも対応している。Visaと同様に、自社でカード発行は行わずにカード会社などの金融機関に決済システムの提供を行なっている（アメリカン・エキスプレス（アメックス）やJCBは自社ブランドのカード発行もおこなっている）。
キャッチフレーズとして「Priceless」を掲げており、全世界でこのフレーズを前面に出している。また、ラグビーワールドカップやUEFAチャンピオンズリーグ、ニュージーランド (NZ)ラグビー協会、MLB、PGAツアーなどのオフィシャルパートナーである。かつては、FIFAワールドカップのオフィシャルパートナーであったが、2007年にVisaに取って代わられた。

## 歴史
- 1966年 - アメリカにてカード発行を行っていた銀行などにより、チェース・マンハッタン銀行を中心に地方銀行協会に属する Interbank Card Association が組織される。1967年独立してマスターチャージへと社名を変更。
- 1969年 - マスターチャージからマスターカード・インターナショナルへと社名変更。
- 1990年 - Maestroを運営していたユーロ・インターナショナルを買収。
- 1996年 - 世界初の電子貨幣、MONDEX Internationalを買収してMondexブランドに切り替える。
- 1999年 - 世界初、MasterCard Paypass の前身である OneSmart Paypassを開発。
- 2000年 - OneSmart PaypassをVISA, AMEX, JCBの順でライセンスする。
- 2002年7月2日 - ドイツ・フランクフルトでユーロ・カードと統合。同年10月、OneSmart Paypassを MasterCard Paypassへ変更。
- 2006年6月28日 - マスターカード・インターナショナルからマスターカード・ワールドワイドへの社名変更を発表。新たなコーポレート・ガバナンスとオーナーシップの体制に転身(ニューヨーク証券取引所に新規上場し、MAの銘柄で株式を公開)。MasterCard Foundationを設立。
- 2016年9月30日 - ロゴマークを20年ぶりに一新。表記を「MasterCard」から「Mastercard」（ロゴ上は「mastercard」。2019年よりロゴの文字を除去）に変更。
- 2016年 - 世界初の生体認証決済をノルウェーのカード製造会社・Zwipeと共同開発した指紋センサー付きのマスターカード・バイオメトリックカードを発行して、2017年からヨーロッパのみで普及する。

## サービス
マスターカードのサービスは、マスターカードから権利を得た者が、自身の会員に提供するものであり、マスターカードが直にサービスの提供を行わない。マスターカードから権利を得た者が、Mastercard ブランドのクレジットカードの発行や加盟店に関する業務を行っている。

### クレジットカード
次のクレジットカードが発行されている。 
- Standard Mastercard（スタンダードMastercardカード）
- Gold Mastercard（ゴールドMastercardカード、ゴールドカード）
- Titanium Mastercard（ゴールドカード）
- Platinum Mastercard（プラチナMastercardカード、プラチナカード）
- World Mastercard（ワールドMastercardカード、ブラックカード）
- World ELITE Mastercard（ワールドエリートMastercardカード、ブラックカード）

### Mastercardコンタクトレス（旧Mastercard PayPass）
非接触決済サービスである。非接触ICカード通信方式であるISO/IEC 14443（Type A）を採用している。

### Mastercard SecureCode
インターネットによる決済を、3Dセキュアを入力する事で安全に行う事が出来るサービスである。

### Mastercard ID Check
従来のMastercard Securecodeでも、カード番号、有効期限、セキュリティーコード、本人認証パスワードを行っても、ハッキングされる恐れがあるため、日本だけ除く2015年から実験と同時に商用化した。
カード番号、有効期限、セキュリティーコード、本人認証パスワードの他に、顔認証登録して通販の支払いを可能にする。
顔認証は、カード発行元とマスターカードが管理するため、加盟店に知られることは無い。
現在は、2020年から楽天銀行デビットマスターカードのみMastercard ID Checkの名前だけ変更して、顔認証登録決済は行われていない。

### ギフトカード
予め一定の金額（500ドルから2500ドル）をチャージしておけるクレジットカードと同サイズのプラスチックカードで、それを無記名のまま譲渡することができる。譲渡された相手はそのカードでチャージしてある金額までショッピングに使えるもの。商品名は「Mastercard Gift」。

## 日本におけるマスターカード

### 沿革
- 1969年 - 6月23日にユニオンクレジット株式会社として設立される。「ユニオン」とは、設立に関わった銀行（当時の第一銀行・富士銀行・日本勧業銀行・太陽銀行・埼玉銀行・三菱銀行）のクレジットカードの共同体の意である。
- 1970年 - 三菱銀行はユニオンクレジットメンバーから外れる。三井銀行と大和銀行がメンバーに加わり、各行が設立したクレジットカード会社（現在のUCカードグループ）がユニオンカード（名称は発行各社それぞれ）を発行するようになる。
- 1971年 - ミリオンカード・サービス（MCカード、旧東海銀行が母体、現在の三菱UFJニコス）がMasterCardブランドのカード発行を開始。
- 1972年 - Interbank Card Association （現Mastercard Worldwide） に加盟。ユニオンクレジット（UCカード、旧第一銀行・富士銀行・日本勧業銀行・太陽銀行と埼玉銀行のユニオン、後から加わった三井銀行・大和銀行が母体。旧ユーシーカード）がMasterCardブランドのカード発行を開始。
- 1973年 - 日本信販（NICOS、現在の三菱UFJニコス）がMasterCardブランドのカード発行を開始。
- 1981年 - オリエントファイナンス（OFC、現在のオリエントコーポレーション）がMasterCardブランドのカード発行を開始。
- 1982年 - セントラルファイナンス（CF、現在のセディナ→SMBCファイナンスサービス）がMasterCardブランドのカード発行を開始。

（以後、各社でMasterCardブランドのカード発行が開始される。）
- 1989年 - DC、MC、UCおよびその親会社である第一勧業銀行、富士銀行、三菱銀行、東海銀行の提唱により、マスターカード・ジャパン（現在の日本マスターカード決済機構）が設立される。同年、オムニカード協会設立。旧住友クレジットカードが設置したVISA発行権利付与のVJA協会に続くMasterCard発行権利付与協会。国際ブランドデュアル化の流れに対応し、MasterCardブランドのクレジットカードを発行出来る様にする為に設立される。しかし、MasterCardブランドは主力商品である旧住友VISAの補完的な位置付けにあり、積極的な宣伝等は行われていない。
- 1998年 - アコムがMasterCardブランドのカード発行を開始、消費者金融初の国際クレジットカード。
- 1999年11月 - OneSmartPaypass の実証実験を米国で開始する。
- 2000年10月 - OneSmartPaypass の実証実験が成功する。アメックス・JCB・VISAへ技術供与する。
- 2002年 - OneSmartPaypass を MasterCard Paypass へ変更する。世界初の非接触決済サービスの誕生である。
- 2019年4月1日 - 住信SBIネット銀行が日本初のMastercardコンタクトレスに対応したMastercardデビット付キャッシュカードが発行開始。[3]

### 発行
日本国内でMastercard Worldwideから直接ライセンスの供与を受けてMastercardカードを発行している会社は、次の通りである。これ以外の会社が発行しているMastercardカードは、以下のいずれかと提携して、加盟店開放によるライセンスの供与を受けた上で発行している。
※現在アクセスプリペイドジャパン株式会社は存在しない。
- 株式会社青山キャピタル
- アクセスプリペイドジャパン株式会社
- アコム株式会社
- 株式会社アプラスフィナンシャル
- イオンクレジットサービス株式会社
- SBIカード株式会社
- NTTファイナンス株式会社
- 株式会社オリエントコーポレーション
- きたぎんユーシー株式会社
- きらやかカード株式会社
- 株式会社クレディセゾン
- ワイジェイカード株式会社
- 株式会社ジェイティービー
- シティカードジャパン株式会社
- 株式会社ジャックス
- SMBCファイナンスサービス株式会社（旧：株式会社セディナ）
- ちば興銀カードサービス株式会社
- トマトカード株式会社
- トヨタファイナンス株式会社
- ポケットカード株式会社
- 三井住友カード株式会社
- 三井住友トラストクラブ株式会社
- 三菱UFJニコス株式会社
- 株式会社UCS
- 株式会社ゆうちょ銀行
- ライフカード株式会社
- 楽天カード株式会社
- りそなカード株式会社
- 株式会社労金カードサービス

### 加盟店
日本において Mastercard ブランドの加盟店に関する業務を行う Mastercard アクワイアラーは、次の通りである。
- ユーシーカード株式会社
- 三菱UFJニコス株式会社
- 三井住友カード株式会社
- 株式会社オリエントコーポレーション
- ポケットカード株式会社
- 楽天カード株式会社
- トヨタファイナンス株式会社
- イオンクレジットサービス株式会社
- SMBCファイナンスサービス株式会社
- ライフカード株式会社

### CM
近年ではCMなどを通じて知名度の向上を積極的に進めている。その結果、日常会話などにおいて、そのCMの決まり文句が引用されることがある。
- 「お金で買えない価値がある、買えるものはマスターカードで。」

アメリカ合衆国で使われた広告文 "There are some things money can't buy. For everything else, there's MasterCard." を日本語に翻訳したものである。MasterCardのウェブサイトでは、この広告文を英語以外の言語に翻訳したものが次々と表示される。
- 「○○、30ドル、××、プライスレス」

### Mastercardコンタクトレス
日本では、Mastercardコンタクトレス（旧称:MasterCard PayPass）を搭載したクレジットカードが発行されている。また、携帯電話を利用したフィールド実証実験が2008年に行われている。

### Mastercard SecureCode
次の各社が対応している。
- 三井住友カード株式会社
- ユーシーカード株式会社
- 三菱UFJニコス株式会社
- トヨタファイナンス株式会社
- 株式会社UCS
- 株式会社アプラス
- NTTファイナンス株式会社
- イオンクレジットサービス株式会社
- SMBCファイナンスサービス株式会社
- 株式会社クレディセゾン
- 株式会社ジャックス
- ライフカード株式会社
- 株式会社オリエントコーポレーション
- ポケットカード株式会社
- 楽天KC株式会社
- SBIカード株式会社
  - UCカードの発行が一時クレディセゾンへ統合されていた関係上、マスターカードのサイトではセゾン配下で紹介されているためこの項での扱いが少々複雑である。ユーシーカードは端末事業専門に移っていたが、クレディセゾンとの業務提携縮小・解消により再度自社発行を再開している（クレディセゾンによる発行も継続）。

### ギフトカード
ライフが発行予定であったが、発行延期のアナウンスがされてから発行予定がない。なお、日本円で10万円相当額を超える場合は法律により発行が不可能である。

## 主な出身者
- アジェイ・バンガ